# 財産犯
財産犯（ざいさんはん）は、刑法学の法律用語であり、財産権を侵害する犯罪の総称である。あるいは、財産権を保護するために刑法等に規定された犯罪類型のことを示す場合もある。

## 定義
古典的な財産犯の概念によると、物（財物）や「財産上の利益」の存在を前提とし、それに対する所有権や占有の侵害態様の差異に応じて犯罪類型を分類することになるが、やや新しい拡張された財産犯の概念においては、個人の経済活動そのものを保護するための規定群もその対象となる。
財産犯において問題になる「財産」とは何か、についてはいくつか争点が存在し、学説も分かれている。経済財産説と法的財産説との対立や、全体財産説と個別財産説との対立がそれである。

## 財産犯の種類

### 刑法上の分類
- 窃盗罪
- 強盗罪
- 詐欺罪
- 横領罪
- 背任罪
- 恐喝罪
- 盗品等関与罪
- 器物損壊罪

### 行為客体による分類
- 財物罪（1項犯罪）・利得罪（2項犯罪）

財物罪は財物を客体とする（窃盗罪、横領罪など）。
利得罪は財産上の利益を客体とする（背任罪）。
強盗罪、詐欺罪、恐喝罪は財物と財産上の利益の双方を客体としている。つまり、財物罪かつ利得罪である。

### 侵害態様による分類
- 領得罪・毀棄隠匿罪
  - 移転罪（広義の奪取罪）・非移転罪（広義の横領罪、非奪取罪）
    - 盗取罪（狭義の奪取罪）・交付罪（非盗取罪）

### 財産の減少
全体財産に対する罪
個別財産に対する罪

## 財産犯の用語
- 財物・財産上の利益
財物を参照。
- 所持・占有
それぞれ刑法上の犯罪類型の記事を参照。
- 不法領得の意思
窃盗罪#不法領得の意思を参照。